# 라테 가도 전투
라테 가도 전투(핀란드어: Raatteen tien taistelu, 러시아어: Сражение на Раатской дороге)는 겨울전쟁 와중인 1940년 1월 초 벌어진 전투로, 수오무살미 전투의 일부이다.
1939년 12월, 소련 제163사단은 수오무살미를 함락시켰으나 핀란드 영토 깊숙히 고립되었고, 제44소총사단이 제163사단을 구원하기 위해 파견되었다. 그러나 그 뒤 1주일에 거쳐 햘마르 실라스부오 대령의 핀란드 제9사단이 라테-수오무살미 간 도로에서 소련군을 결정적으로 분쇄하였다. 이 전투에서 핀란드의 모티 전술이 그 위력을 입증했다.